# イタリアン・インターナショナル・フィルム
イタリアン・インターナショナル・フィルム（I.I.F.）は、映画の制作と配給を行っているイタリアの企業である。フルヴィオ・ルチザーノによって設立された。創業以来ルチザーノの運営のもと、イタリア市場において500本以上の映画を制作または配給してきた。映画のほかテレビ、ホームビデオ、インターネットにも進出している。

## 歴史
1958年設立とイタリアでも歴史の長い映画会社の一つである。多数の映画作品、特にコメディの制作や配給の実績を持つ。ジョルジョ・カピターニ、ディーノ・リージ、サルヴァトーレ・サンペリ、パスクァーレ・フェスタ・カンパニーレといった著名な映画監督の作品を制作したほか、パオロ・ヴィラッジョ、フランコ&チッチオ、アルベルト・ソルディ、マッシモ・トロイージら喜劇俳優とのかかわりも強い。
アメリカン・インターナショナル・ピクチャーズとの連携のもと、イタリアン・インターナショナル・フィルムは国際共同制作へも幅を広げ、『カストラート』『かぼちゃ大王』といった映画が制作された。『カストラート』はアカデミー外国語映画賞のノミネート作品となり、『かぼちゃ大王』はイタリアからの出品作品に選ばれた。
1980年代以降はフランコ・ゼフィレッリ、リリアーナ・カヴァーニ、ルイジ・コメンチーニ、リナ・ウェルトミューラーといった監督と映画を制作する一方、フランチェスカ・コメンチーニ、マウリツィオ・ニケッティ、フランチェスカ・アルキブージら新進監督とも関係を深めた。コメディ重視の姿勢は変わらず、2000年代には『Notte prima degli esami』やその続編も制作した。
配給分野でもアメリカン・インターナショナル・ピクチャーズの協力により マーティン・スコセッシやロジャー・コーマン作品のイタリアにおける配給を行っていた。後にMGM作品を扱うようになり、リドリー・スコットの『テルマ&ルイーズ』、マイク・ニューウェルの『フォー・ウェディング』、バリー・レヴィンソンの『スリーパーズ』など、多くの作品を担当している。2001年からはコロンビア ピクチャーズやディズニーと、2004年からはホームビデオ事業でRAIの関係企業である01 Distributionと協業している。

## 制作
- Sexy magico（1963年、ミノ・ロイ、ルイジ・スカチーニ監督）
- Il cobra（1967年、マリオ・セクイi監督）
- E continuavano a chiamarlo figlio di...（El Zorro justiciero, 1969年、ラファエル・ロメロ・マルチェント）
- Il magnate（1973年、ジョヴァンニ・グリマルディ監督）
- Il fidanzamento（1975年、ジョヴァンニ・グリマルディ監督）

## 配給
- Dio li crea... Io li ammazzo!, （1968年、パオロ・ビアンチーニ監督）
- トップ・ドッグ Top Dog（1995年、アーロン・ノリス監督）
- オンリー・ゴッド Only God Forgives（2013年、ニコラス・ウィンディング・レフン監督）